# Jewelry Box
Jewelry Box är det andra studioalbumet och det första japanska studioalbumet av den sydkoreanska musikgruppen T-ara. Det gavs ut den 6 juni 2012 och innehåller 13 låtar. Albumet sålde fler än 100 000 exemplar i Japan och hamnade på plats 65 på listan över de mest sålda albumen i landet år 2012.

## Låtlista
| Nr  | Titel                | Längd |
| --- | -------------------- | ----- |
| 1.  | Bo Peep Bo Peep      | 3:47  |
| 2.  | Yayaya               | 3:29  |
| 3.  | Weironi              | 4:00  |
| 4.  | Keep Out             | 3:20  |
| 5.  | Apple is A           | 3:10  |
| 6.  | T.T.L (Time to Love) | 3:40  |
| 7.  | Roly-Poly            | 3:36  |
| 8.  | Love Me!             | 3:17  |
| 9.  | Kojinmaru            | 3:49  |
| 10. | Breaking Heart       | 3:18  |
| 11. | Cry Cry              | 3:20  |
| 12. | Lovey-Dovey          | 3:36  |
| 13. | T-ARATiC MAGiC MUSiC | 3:28  |

## Listplaceringar
| Lista | Topplacering |
| ----- | ------------ |
| Japan | 2            |